# Марьинка (Кирсановский район)
Ма́рьинка — село в Кирсановском районе, Тамбовская область, Россия. Административный центр Марьинского сельсовета.

## География, климат
Село находится невдалеке от реки Вяжля, притока реки Ворона.
Расстояние до районного центра Кирсанов − 12 км, областного центра Тамбов — 90 км.
Ближайшие населенные пункты: Вяжля 1 км, Дербень 2 км, Новая Деревня 3 км, Софьинка 3 км, Варваринка 5 км, Кезьминка 5 км, Натальевка 6 км, Чутановка 6 км.
Транспорт
Железнодорожные станции находятся в Тоновке и Иноковке и Кирсанове.
Климат
Климат умеренно континентальный. Самый теплый месяц года — июль +19,7, самый холодный — январь −11. Среднегодовая температура +4,5. Продолжительность безморозного периода 162 дня. Среднегодовое количество осадков от 450 до 570 мм в год. Среднегодовая амплитуда составляет 31,7 градуса.

## История
Село Марьинка упомянуто в документах ревизской сказки 1858 года по Кирсановскому уезду под названием: «Сельцо Марьевка», владение княгини Марьи Михайловны Червинской, за которой числилось крепостных крестьян: мужского пола — 25, женского пола — 30 человек. В сельце насчитывалось 5 дворов.
В 1911 году в Марьевке было дворов крестьянских — 35 с населением: мужского пола — 105, женского пола — 119 человек.
В 1886 году на границе сёл Марьинки и Вяжли была построена новая, деревянная Покровская церковь.

## Население
| 2010 |
| ---- |
| 210  |